# Anjela Duval
Anjela Duval (Le Vieux-Marché, 3 d'abril de 1905 - Lannion, 7 de novembre de 1981) fou una poeta bretona. Era filla única d'una família d'agricultors; el seu pare va morir el 1941 i la seva mare el 1951. Estudià a l'escola de Trégrom, però hagué de deixar d'anar-hi a causa d'una malaltia dels ossos i estudià per correspondència. Va restar soltera tota la seva vida. Tot i que sabia llegir en bretó gràcies a l'escola parroquial, no començà a escriure'n fins al 1960, potser per influència de l'abat Marsel Klerg. Col·laborà amb la revista nacionalista bretona Ar Bed Keltiek. Gilles Servat li va dedicar la cançó Traoñ an Dour.

## Obres
- Kan an douar ('El cant de la terra'). Brest, Al Liamm, 1973
- Traoñ an Dour (recull pòstum), edicions Al Liamm, 1982
- Tad-kozh Roperz-Huon (1822-1902), Hor Yezh, 1982, 1992
- Me, Anjela, Mouladurioù Hor Yezh, 1986, ISBN 2-86863-023-5
- Rouzig ar gwiñver, éditions An Here 1989
- Stourm a ran war bep tachenn, éditions Mignoned Anjela, 1998
- Oberenn glok, 2000, 2005